# 1990년대 대한민국의 영화 목록
다음은 1990년대에 관한 대한민국 영화의 연도순 목록이다.
- 1990년 대한민국의 영화 목록
- 1991년 대한민국의 영화 목록
- 1992년 대한민국의 영화 목록
- 1993년 대한민국의 영화 목록
- 1994년 대한민국의 영화 목록
- 1995년 대한민국의 영화 목록
- 1996년 대한민국의 영화 목록
- 1997년 대한민국의 영화 목록
- 1998년 대한민국의 영화 목록
- 1999년 대한민국의 영화 목록

## 같이 보기
- 1990년대 영화 목록
- 1980년대 대한민국의 영화 목록
- 2000년대 대한민국의 영화 목록